# Benavente y Los Valles
Benavente y Los Valles es una comarca española que se encuentra situada en el norte de la provincia de Zamora, en la comunidad autónoma de Castilla y León.
Esta comarca, a pesar de su gran sentido de identidad, con características geográficas, económicas, sociales e históricas afines, no cuenta con el necesario reconocimiento legal para su desarrollo administrativo, lo que ha llevado a sus municipios a organizarse en mancomunidades como única fórmula legal que les permite la optimización de la gestión de algunos servicios públicos municipales.

## Geografía
La cabeza comarcal es la localidad de Benavente, con una población de 17 246 habitantes (2024), y con la comarca adosada de 32 873 habitantes (2024). Las parroquias están repartidas entre la diócesis de Zamora y la diócesis de Astorga. La comarca de Benavente y Los Valles se compone de 55 municipios.

### Municipios
| - Alcubilla de Nogales - Arcos de la Polvorosa - Arrabalde - Ayoó de Vidriales - Barcial del Barco - Benavente - Bretó - Bretocino - Brime de Sog - Brime de Urz - Burganes de Valverde - Calzadilla de Tera - Camarzana de Tera - Castrogonzalo - Coomonte - Cubo de Benavente - Fresno de la Polvorosa - Friera de Valverde - Fuente Encalada |  | - Fuentes de Ropel - Granucillo de Vidriales - Grijalba de Vidriales - Maire de Castroponce - Manganeses de la Polvorosa - Matilla de Arzón - Melgar de Tera - Micereces de Tera - Milles de la Polvorosa - Morales del Rey - Morales de Valverde - Navianos de Valverde - Pobladura del Valle - Pozuelo de Vidriales - Pueblica de Valverde - Quintanilla de Urz - Quiruelas de Vidriales - San Cristóbal de Entreviñas - San Pedro de Ceque - Santa Colomba de las Monjas - Santa Cristina de la Polvorosa |  | - Santa Croya de Tera - Santa María de la Vega - Santa María de Valverde - Santibáñez de Tera - Santibáñez de Vidriales - Santovenia - La Torre del Valle - Uña de Quintana - Vega de Tera - Villabrázaro - Villaferrueña - Villageriz - Villanázar - Villanueva de Azoague - Villanueva de las Peras - Villaveza de Valverde - Villaveza del Agua |

Dentro de él se pueden distinguir diversos valles como el Valle de Vidriales:

### Hidrografía
Estos son los ríos que atraviesan la comarca:
- Río Órbigo. Recorre las provincias de León y Zamora. Nace de la unión del río Luna, procedente de la sierra de los Grajos, y del río Omaña, procedente de los montes de León, en el municipio de Llamas de la Ribera. Discurre de norte a sur por la provincia de León, y cede sus aguas al río Esla al sur de Benavente.
- Río Esla. Nace en la cordillera Cantábrica y tiene 286 km de recorrido, cruzando de norte a sur las provincias de León y Zamora. Es el afluente más caudaloso del Duero, de modo que cuando desemboca en este, lleva más caudal que el propio Duero (de aquí el tradicional dicho "el Esla lleva el agua y el Duero la fama".
- Río Tera. Nace en la sierra de Vigo, en la provincia de Zamora, en el término municipal de Galende (Zamora), por encima del lago de Sanabria. El lago es un ensanchamiento del río en lo que fue la antigua lengua de un glaciar y donde pueden observarse la morrena lateral y la morrena frontal. Desemboca en el río Esla a la altura de Bretocino (Zamora). Sus afluentes son el río Negro (en la margen izquierda), el Regato Ilanes o río Truchas en la margen derecha a su paso por El Puente de Sanabria (o Mercado del Puente) y el río Castro (en la margen derecha) a su paso por Puebla de Sanabria.
- Río Cea. Es un cauce fluvial, catalogado como río, nace en el municipio de Prioro (León), en el manantial de la Fuente del Pescado, al pie de las Peñas Prietas y discurre por las provincias de León, Valladolid y Zamora.
- Río Eria. Nace en la comarca leonesa de La Cabrera, en los montes del Teleno. Es un afluente del río Órbigo, donde desemboca en su margen derecha a la altura de Manganeses de la Polvorosa, (Zamora).

### Clima
Se caracteriza, al igual que buena parte de la Submeseta norte, por un clima mediterráneo continentalizado, dada la altitud media de la comarca (unos 744 metros sobre el nivel del mar), además de su lejanía del mismo.
Los inviernos son muy fríos (con unas temperaturas inferiores a los 5 °C) y los veranos muy calurosos (unos 25 °C de media). 
Gran frecuencia de las heladas invernales, produciéndose incluso en primavera, con el consiguiente daño a la agricultura.
La distribución de las precipitaciones a lo largo del año es bastante equilibrada, exceptuando los meses de julio y agosto, cuando es bastante escasa.

### Vegetación

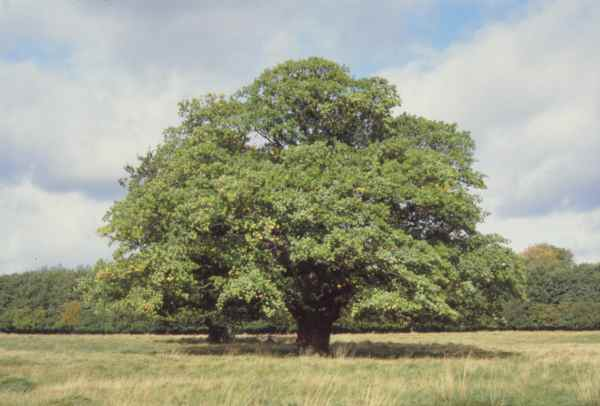
Roble

Encina, brezo, retama, jara o tomillo, pero también vegetación ripícola como el álamo, el chopo o el fresno. Las riberas de los ríos que atraviesan la comarca son espacios protegidos.

### Comunicaciones
Desde los tiempos más remotos Benavente ha sido un lugar estratégico como cruce de importantes vías de comunicación. La actual configuración de carreteras siguen haciendo de Benavente un punto importante en el tráfico por carretera del Noroeste peninsular y estatal. 

Las carreteras que pasan por la localidad benaventana son: 

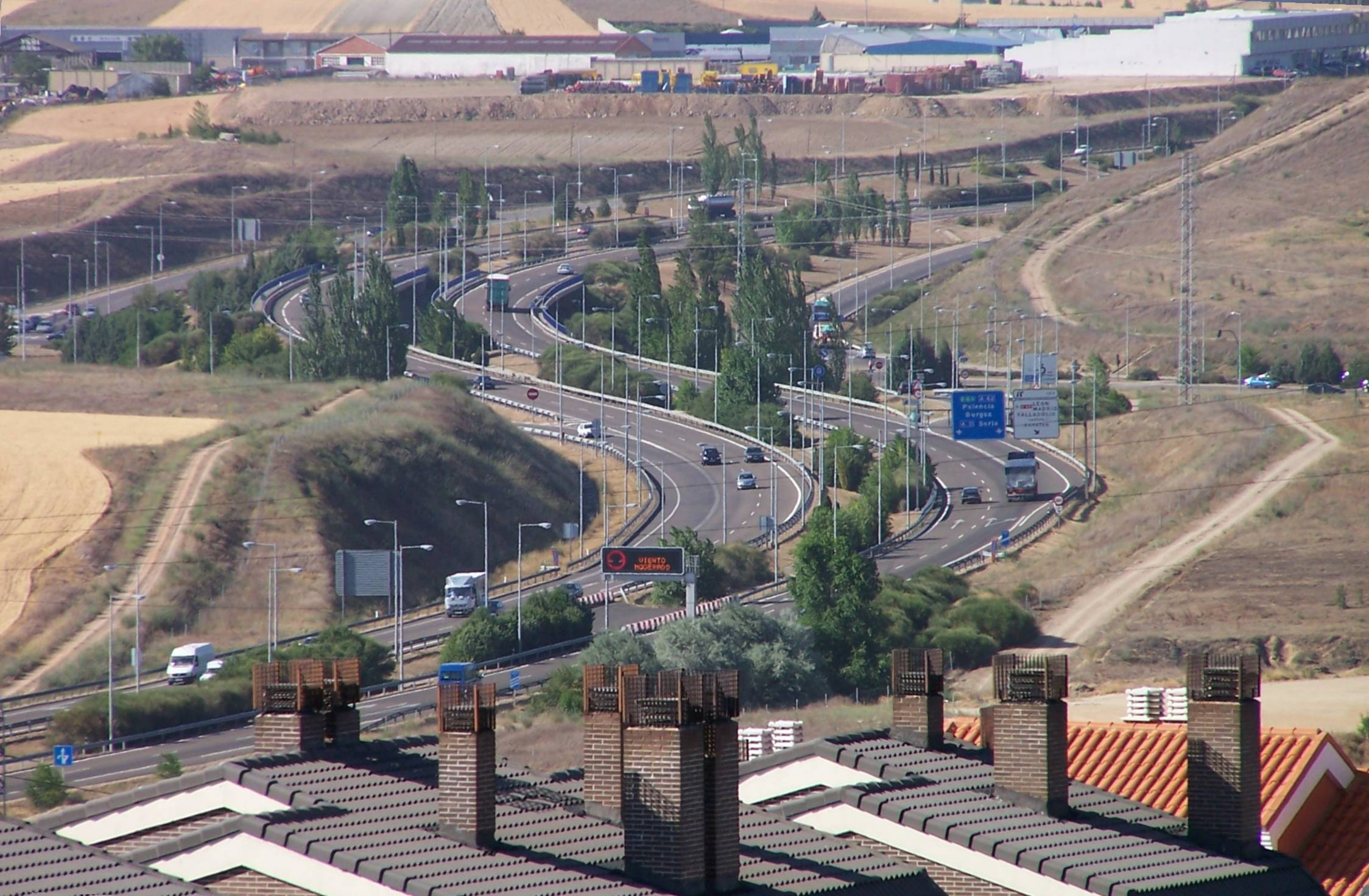
Autovía A-6

- A-66 o N-630. Ruta de la Plata. Une Sevilla con Gijón, era la antigua calzada romana Ruta de la plata que recorre toda España de norte a sur.
- A-6 A-6 · Autovía del Noroeste. Una de las autovías radiales del Estado y de las más transitadas, que comunica las ciudades de Madrid y La Coruña.
- A-52 A-52 · Autovía de las Rías Bajas. Parte desde Benavente hasta la ciudad de Vigo, pasando por Sanabria y ciudades como Verín y Orense.
- N-610 · Palencia-Benavente. Es una carretera puente que pasa por la comarca de Tierra de Campos, y que se convertirá en la futura autovía de la Tierra de Campos (A-65).

### Polígonos industriales
- Benavente I, situado en el término municipal de Benavente, junto a la A-6. Tiene una superficie de 184.206 m². con 40 parcelas vendidas en su totalidad.
- Benavente II, ubicado en el término municipal de Benavente, junto a la N-VI y con acceso próximo desde la A-6. Su superficie es de 340.262 m². y el grado de ocupación ronda el 60 por ciento.
- Los Negrillos, en el término de Benavente y muy próximo al Polígono Benavente I. Tiene acceso por la A-6 y por la N-630. Tiene una superficie de 16.512 m². y 13 parcelas vendidas en su totalidad.
- Las Cárnicas, en el término de Benavente, se accede por la A-6. Tiene un superficie de 15.289 m². y 11 parcelas, todas vendidas.
- El Centro de Transportes (CTB), situado en el término de Benavente, se accede por la A-6. Tiene un superficie de 61.806 m².
- Parque Logístico de Benavente (PLB), ubicado en el término municipal de Benavente se puede acceder por la A-6, A-66, A-52, N-630 y N-610. Tiene una superficie de 61.806 m². distribuidos en 9 parcelas, algunas de ellas disponibles.
- Se está tramitando la construcción de un nuevo polígono industrial Benavente III, al otro lado de la autovía A-6, con unos 300.000 m².

#### Otros polígonos industriales
- La Devesa, ubicado en el término municipal de Camarzana de Tera, con acceso desde la A-52 y de la carretera ZA-110. Tiene una superficie de 18.110 m². y 13 parcelas, alguna de ellas disponibles. Tiene proyecto de ampliación.
- San Cristóbal de Entreviñas, situado en el término municipal de San Cristóbal de Entreviñas, con acceso desde la N-630. Tiene una superficie de 123.175 m². y 42 parcelas vendidas en la actualidad.
- La Marina, ubicado en el término municipal de Villabrázaro, se encuentra ubicado en el cruce de la autovía de La Coruña (A-52) y la N-VI.
- Polígono industrial Pobladura del Valle, en fase de construcción y situado en el término municipal de Pobladura del Valle, próximo a la A-6. Tiene una superficie de 100 000 m².

## Cultura

### Artesanía
El trabajo de la madera tiene tradicionalmente en la zona buenos artesanos. Hay buenos alfareros. Actualmente hay un taller de alfarería en Arcos de la Polvorosa y uno de cerámica en Benavente. Más representada esta la herrería y la forja en la comarca. La botillería y la artesanía del calzado en otro tiempo fue importante, hoy a punto de desaparecer y tiene su representación en Benavente. La artesanía textil en otras épocas estaba más extendida por la comarca, pero ha ido despareciendo.